# Kouzelná školka

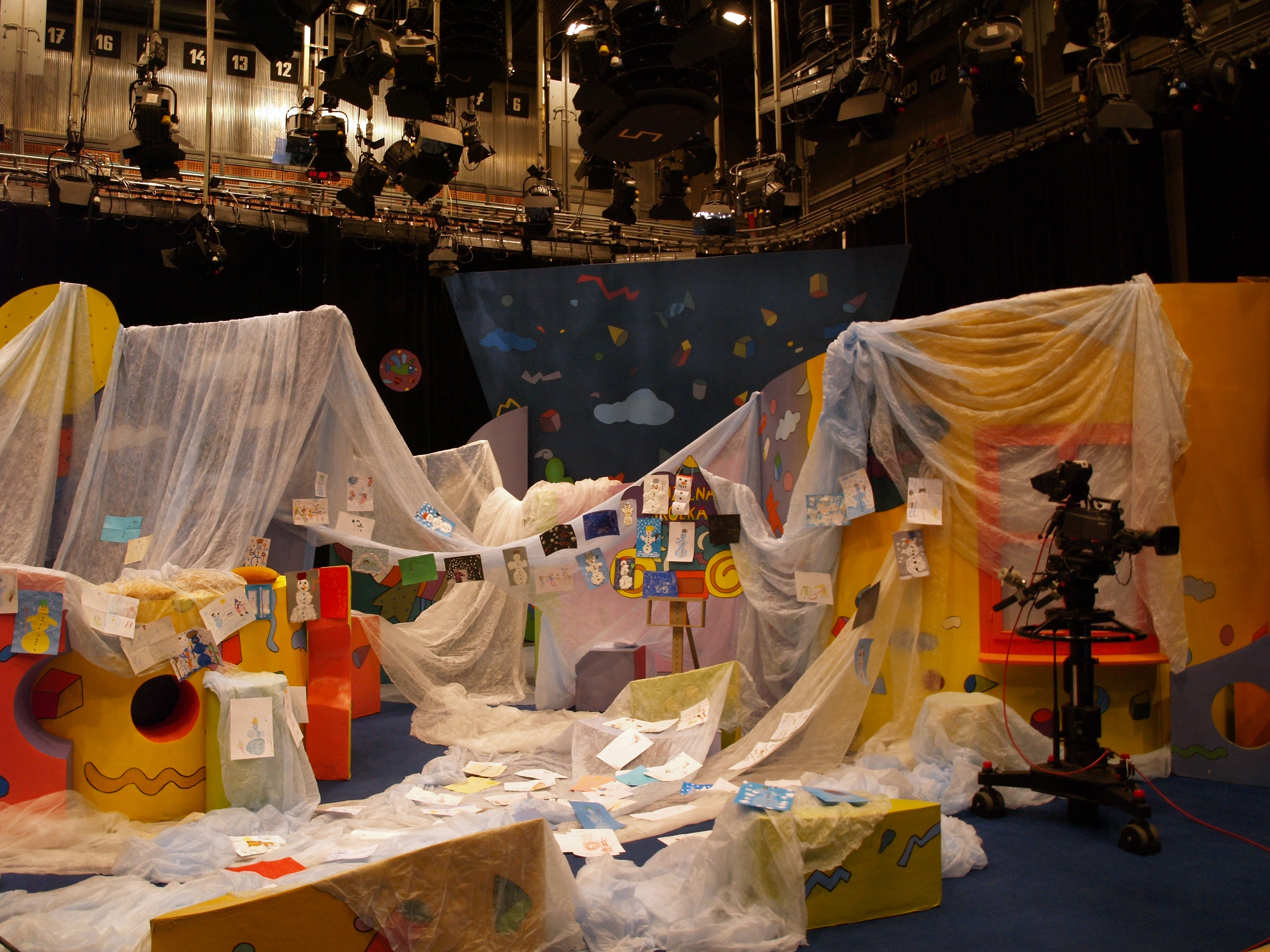
Televizní studio KH–3 s dekorací Kouzelné školky (2010)

Kouzelná školka je pořad České televize určený převážně pro předškolní děti. Pořad je vysílán od roku 1999.

## Popis
Posláním Kouzelné školky je děti zaujmout, navázat s nimi dialog, povídat si o světě, který vidí kolem sebe, seznamovat je se základními etickými hodnotami a přitom jim nebrat dětství, a pomocí her a „hraní si“ v nich rozvíjet jejich fantazii. Pořad je doplněn dvěma až třemi pohádkami a snahou je, aby jedna byla zahraniční provenience a druhá z tradiční české školy. V roce 1999, kdy nahradil předchozí pásmo Kuřátka, byl pořad vysílán 2× týdně ve středu a v pondělí. Od 3. ledna 2000 do 30. června 2004 byl vysílán 3× týdně v pondělí, středu a čtvrtek. Od 6. září 2004 do 17. prosince 2010 vysílán 4× týdně od pondělí do čtvrtka. Od 20. prosince 2010 do prosince 2011 byl pořad vysílán 5× týdně od pondělí do pátku, a to v premiéře v 8.30 na ČT1, v repríze tentýž den v 16.00 též na ČT1. Od ledna 2012 byl pořad vysílán v premiéře v 18.15 na ČT2 a v repríze pak následující pracovní den v 8.30 hodin na ČT1. Od 31. srpna 2013 byl pořad přesunut na dětskou stanici ČT :D s tím, že repríza byla vysílaná zároveň na ČT2.

## Účinkující
V pořadu vystupují loutky – skřítci František (od počátku vysílání), Fanynka (od roku 2008) a Filípek (od roku 2019), pocházející z kouzelné země Fanfárie. Loutky v současné době namlouvají Pavel Tesař, Václav Rašilov a Lucie Černíková. Se skřítkem pořad uvádí vždy jeden ze čtveřice herců (moderátorů), z nichž každý má jeden týden v měsíci. První moderátorskou čtveřici tvořili Michal Nesvadba, Magdalena Reifová, Libuše Havelková (babička), a Dagmar Patrasová. Jen výjimečně se sejde více moderátorů nebo František, Filípek a Fanynka, například ve vánočním vysílání.
Vznik Kouzelné školky byl ovlivněn snahami modernizovat dětské vysílání v ČT. Namísto klasického, statického rozvržení – loutka a moderátor si povídají u stolu, vyskytující se napříč televizními pořady pro děti (Rozmarýnek, Vysílání pro MŠ, Kuřátka...), Kouzelná školka přinesla velké studio, pohyb, komické scénky... Zajímavostí je že skřítek František v začátcích pořadu nevystupoval. Přidal se až po několika dílech, tehdy byl však ještě namlouván Otou Jirákem.

### Aktuální účinkující

#### Loutky
- skřítek František (mluví Pavel Tesař, v letech 2001–2020 Tomáš Juřička, původně Ota Jirák (1999–2001)[4]
- skřítka Fanynka (mluví Lucie Černíková)[5]
- skřítek Filípek (mluví Václav Rašilov, dříve Pavel Tesař)[6]

#### Herci
- Magdalena Reifová[2] jako Majda – se skřítkem Františkem
- Lucie Černíková[2] jako Lucka – se skřítkem Filípkem
- Matouš Zah jako Matouš – se skřítkem Fanynkou
- Martin Klásek jako děda Martin – se skřítkem Františkem
- Michal Nesveda jako Michal – se skřítkem Fanynkou  (od 12.3. 2025)

### Dříve účinkující

#### Herci
- Jitka Molavcová ve dvojroli Jitky a pratety Alžběty – se skřítkem Fanynkou
- Michal Nesvadba jako Michal – se skřítkem Františkem, poslední díl s Michalem Nesvadbou byl odvysílán 30. června 2023, v posledním díle se objevil s aktovkou, protože ze školky odchází do školy.[3]
- Filip Cíl jako Filip – se skřítkem Fanynkou
- Ladislav Trojan[2] jako děda Láďa – se skřítkem Františkem
- Miluše Hradská jako babička Mína – se skřítkem Františkem
- Jana Šulcová[2] jako babička Jana – se skřítkem Fanynkou
- Petr Brukner[7] jako děda Petr – se skřítkem Františkem
- Jana Hlaváčová[2] jako babička Jana – se skřítkem Fanynkou
- Lubomír Kostelka[4] jako děda Lubin – se skřítkem Františkem
- Stanislav Zindulka[2] jako děda Standa – se skřítkem Františkem
- Libuše Havelková[2] jako babička Libuška – se skřítkem Františkem
- Dagmar Patrasová[2] jako Dáda – se svými loutkami (kos Oskar, kosice Klára, žížala Julie)

### Dabéři

#### Dřívější dabéři
- Ota Jirák – František
- Tomáš Juřička – František
- Pavel Tesař – Filípek
- Dagmar Patrasová – kos Oskar

#### Aktuální dabéři
- Pavel Tesař – František
- Lucie Černíková – Fanynka
- Václav Rašilov – Filípek

## Časopis
Na pořad navazoval v letech 2009–2014 časopis Kouzelná školka. Šlo o měsíčník pro děti předškolního věku. Na jeho stránkách děti potkávaly všechny známé postavy – skřítky Františka a Fanynku, Michala, Jitku, Majdu, a dědu Láďu. Časopis kladl důraz na jemnost a srozumitelnost, snažil se děti zaujmout, pobavit, hravým způsobem poučit, seznámit se základními etickými hodnotami a rozvíjet dětskou fantazii.